# Kada no Azumamaro

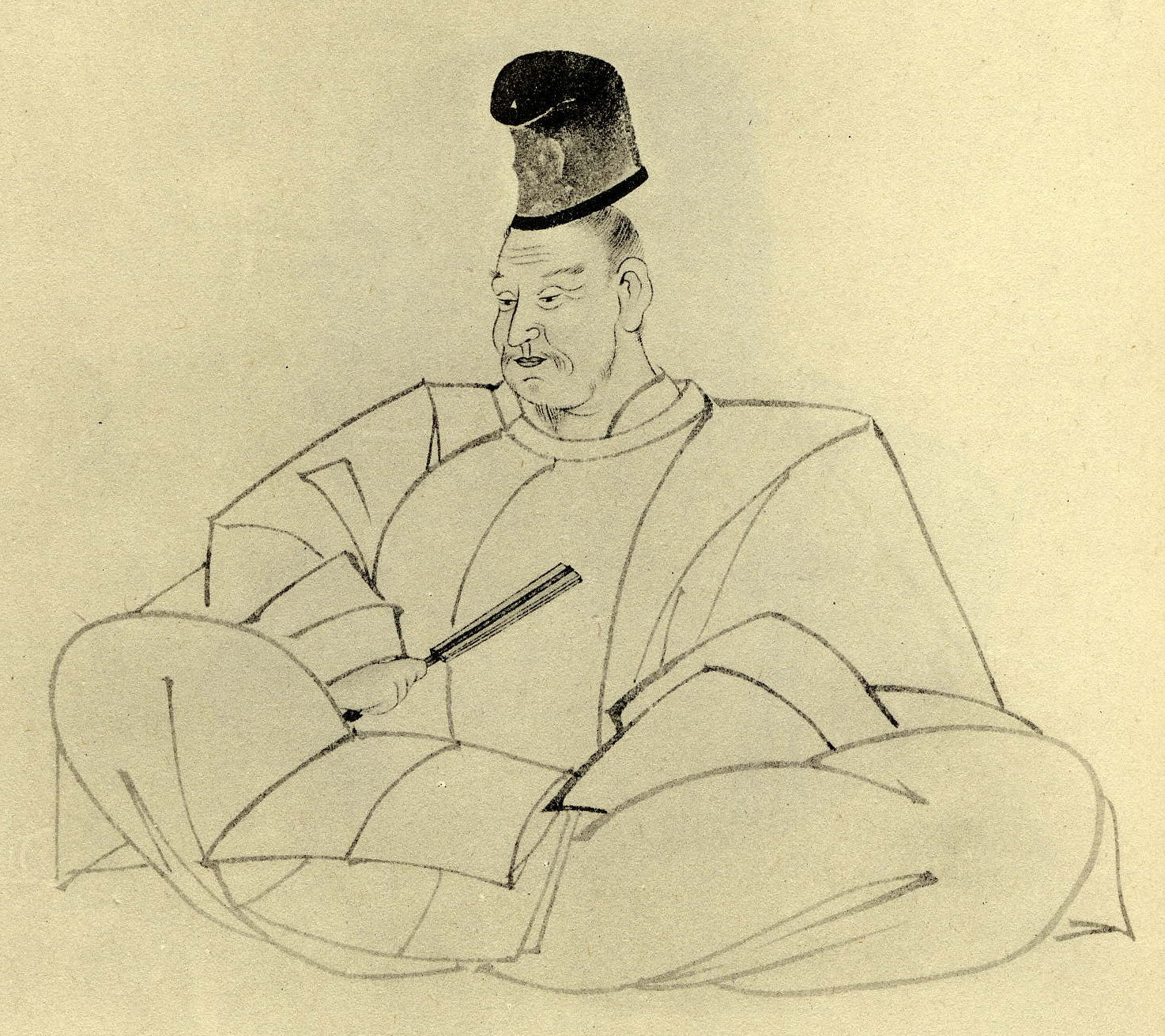
Kada no Azumamaro, in einer Ausgabe von 1939

Kada no Azumamaro (japanisch 荷田 春満; geboren 3. Februar 1669; gestorben 8. August 1736) war ein japanischer shintōistischer Philologe (Textforscher) und Dichter.

## Leben und Wirken

### Frühe Jahre
Kada no Azumamaro war der zweite Sohn von Hagura Nobuaki (羽倉 信詮) und dessen Frau Kaiko (貝子) aus der Fukao-Familie (深尾氏). Er entstammte einem Geschlecht von Shintō-Priestern, die seit Jahrhunderten am Fushimi-inari-Schrein in Kyōto dienten. Er hatte einen älteren Bruder, Nobutomo (信友), eine ältere Schwester, Shigeko (茂子), einen jüngeren Bruder, Takayori (高惟) und weitere Geschwister. Er lernte die Shintō-Theorie der Familienkunde und die geheime Theorie der Waka-Poesie kennen, aber es scheint, dass er auch von den Lehren Kogigaku (古義学) und Ansaigaku (闇斎学) beeinflusst wurde, die damals in Kyōto beliebt waren.
Im Jahr 1697, im Alter von 20 Jahren, wurde Azumamaro Gefolgsmann des kaiserlichen Prinzen Gyoen Nyūdō (尭延 入道 親王; 1677–1719) und studierte weiter die Waka-Dichtung. 1700 ging er nach Edo, um seinen Familiennamen zu etablieren, und hielt dort Vorlesungen. Zunächst hielt er Vorträge über Geheimnisse im mittelalterlichen Stil und Shintō-Theorien am Fushimi-Inari-Schreins, die einen starken Sinn für Mysterien hatten. Doch ab etwa 1707 begann er, Klassiker wie das Man’yōshū zu studieren und Vorträge darüber zu halten. Dabei eignet er sich den philologischen Positivismus an, der von den Gelehrten und Dichtern Shimokawabe Nagaru (下河辺 長流; gest. 1686), Keichū und anderen entwickelt worden war.

### Spätere Jahre
1713 kehrte Azumamaro nach Kyōto zurück, reiste dann hin und her, bis er schließlich Kyōto blieb, um sich um seine alten Mutter zu kümmern. Nach ihrem Tod 1722 verließ er Kyōto erneut. Nachdem er drei Jahre am Hof des Tennō Reigen gedient hatte, arbeitete er in der Bibliothek des Shōgun nach Edo. Er wurde vom Shogun Tokugawa Yoshimune angewiesen, seine japanische Studien an Shimoda Moroko (下田 師古), den Kommissar für das Buchwesen (書物奉行, Shomotsu bugyō) des Shogunats, zu übergeben. Er wurde beauftragt, die Bücher in den Archiven des Shogunats zu bewerten und beantwortete auch Fragen zu historischen Fakten, Büchern und alten Wörtern zu klären. In Edo gab er ab 1699 auch Vorlesungen über die frühen japanischen Schriften wie dem Nihon Shoki, Kojiki und Man’yōshū. Auch nach seiner Rückkehr nach Kyōto im Juni 1723 beantwortete er Anfragen des Shogunats weiterhin per Post, doch 1728 schickte er seinen Adoptivsohn Arimaro nach Edo, um diese Aufgabe zu übernehmen. Zu diesem Zeitpunkt soll er beim Shogunat einen Antrag auf Errichtung einer nationalen Schule, „Sogakkei“ (創学校啓), gestellt haben, den Arimaro wohl mitgebracht hatte.
Azumamaros Studien erweiterten den von Keichū und anderen vorangetriebenen Bereich der frühen Studien und wurden in seinen späteren Jahren von seinem bedeutendsten Schüler Kamo no Mabuchi (1697–1769) weiterentwickelt. In Edo hatte er Kontakt mit Ōtaka Tadao (大高 源吾; 1672–1703), einem der 47 Rōnin, von dem gesagt wird, dass er Azumamaro ein Bild vom Inneren der Residenz von Kira Yoshinaka geben konnte, weil er dort ein und ausging.
Azumamaro verfasste „Man’yōshū Iansho“ (万葉集僻案抄), „Man’yōshū Dōjimon“ (万葉集童子問), „Ise Monogatari Dōjimon“ (万葉集童子問), „Shun’yōshū“ (春葉集) usw. Er wurde jedoch krank, bevor er die Texte publizieren konnte, so dass viele davon nur sind als Manuskripte erhalten sind. Neben Motoori Norinaga, Kamo no Mabuchi und Hirata Atsutane gilt er als Begründer der literarischen und philosophischen Schule Kokugaku.